# پیمان کرینالی

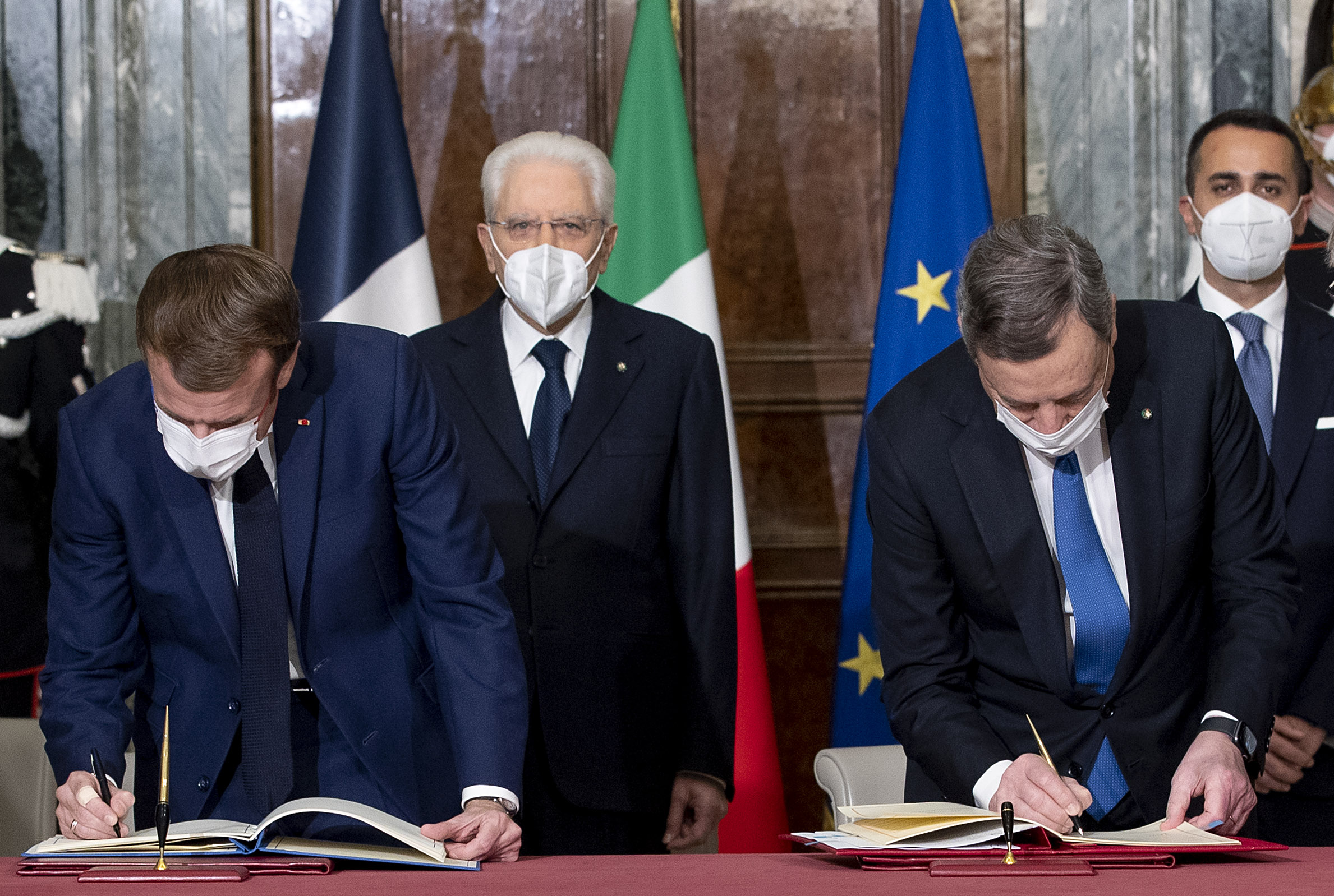
امضاء پیمان کرینالی بین نخست‌وزیر ایتالیا ماریو دراگی و رئیس‌جمهور فرانسه امانوئل مکرون در کاخ کویرینال در رم

پیمان کرینالی (به انگلیسی: Quirinal Palace) به‌طور رسمی معاهده بین جمهوری فرانسه و جمهوری ایتالیا برای تقویت همکاری دوجانبه است. عهدنامه ای که در تاریخ ۲۶ نوامبر ۲۰۲۱ بین نخست‌وزیر ایتالیا ماریو دراگی و رئیس‌جمهور فرانسه امانوئل مکرون در کاخ کویرینال در رم امضا شد. این معاهده مشتمل بر ۱۳ ماده، همگرایی مواضع فرانسه و ایتالیا و همچنین هماهنگی دو کشور را در زمینه سیاست خارجی و اروپا، امنیت و دفاع، سیاست مهاجرت، اقتصاد، آموزش، پژوهش، فرهنگ  و همکاری فرامرزی را ارتقا خواهد داد. از نظر هر دو دولت، این معاهده سرآغاز همگرایی جدید بین دو ملت در رهبری و پیشروی اتحادیه اروپا است. علاوه بر این، این پیمان به عنوان تلاش ایتالیا و فرانسه برای ایفای نقش کلیدی در اتحادیه اروپا پس از بازنشستگی آنگلا مرکل، صدراعظم سابق آلمان تلقی شد.